# Сосновка (Краснокутский район)
Сосновка (до 1942 года — Ней-Шиллинг, от нем. Neu-Schilling) — исчезнувшее немецкое село в Советском районе Саратовской области.
Село находилось в степи, на правом берегу реки Солёная Куба.

## История
Основано в 1855 году как дочерняя немецкая колония Ней-Шиллинг. Основатели из правобережной колонии Шиллинг (Сосновка). Село относилось к Ерусланскому колонистскому округу, после перехода к волостному делению — Ерусланской волости Новоузенского уезда Самарской губернии.
С 1921 года — в составе Ерсуланского (Лангенфельдского) района, с 1922 года Краснокутского кантона Трудовой коммуны, с 1923 года — АССР немцев Поволжья. В период голода 1921 года родились 66 человек, умерли — 55. В 1926 году в селе имелись кооперативная лавка, сельскохозяйственное кооперативное товарищество, начальная школа, сельсовет. В 1935 году передано в состав Экгеймского кантона.
28 августа 1941 года был издан Указ Президиума ВС СССР о переселении немцев, проживающих в районах Поволжья, население было депортировано. Село, как и другие населённые пункты Экгеймского кантона, было включено в состав Саратовской области. Впоследствии переименовано в Сосновку.

## Население
Динамика численности населения по годам:
| 1889 | 1897 | 1905 | 1910 | 1920 | 1922 | 1926 | 1931 |
| ---- | ---- | ---- | ---- | ---- | ---- | ---- | ---- |
| 491  | 665  | 864  | 1020 | 1484 | 1124 | 984  | 1287 |